# Lysý vrch
Lysý vrch (1128 m n. m.) je pátá nejvyšší i nejprominentnější hora Medvědské hornatiny, která je severovýchodní částí Hrubého Jeseníku. Vypíná se 4 km jihovýchodně od Bělé pod Pradědem a 2 km západo-jihozápadně od Jeleních louček, které jsou jeho mateřským vrcholem.

## Přístup
- Po žlutě  značené cestě od Videlského sedla směrem k rozcestí Lysý vrch. Cesta vede po východním svahu Lysého vrchu, v jejím nejvyšším bodě (ve výšce 1035 m n. m.), kde pod cestou vyvěrá pramen, odbočuje prudce vzhůru průsek, který po asi 250 metrech končí na pasece pod vrcholem. Samotný vrchol je vzdálen dalších 100 metrů. Celkem 3 km s převýšením 200 metrů.
- Po modře  značené cestě z Bělé směrem k rozcestí Lysý vrch. Asi 500 metrů před rozcestím odbočuje z cesty doprava průsek na vrchol. Celkem 4 km s převýšením 500 metrů.

V sedle u rozcestí Lysý vrch se nachází dřevěný přístřešek.